# Bad as I Wanna B
Albums de MC Lyte
Act Like You Know
(1991) Badder Than B-Fore
(1997)
Singles
1. Keep On, Keepin' On
Sortie : 1996
2. Cold Rock a Party
Sortie : 1996

Bad as I Wanna B est le cinquième album studio de MC Lyte, sorti le 27 août 1996.
L'album s'est classé 11e au Top R&B/Hip-Hop Albums et 59e au Billboard 200.

## Liste des titres
| No  | Titre                                                                    | Contient un (des) sample(s) de                                                                                               | Durée |
| --- | ------------------------------------------------------------------------ | --- | ----- |
| 1.  | Keep On, Keepin' On (featuring Xscape – Produit par Jermaine Dupri)      | Liberian Girl de Michael Jackson Yes We Can Can des Pointer Sisters                                                          | 4:32  |
| 2.  | Have U Ever (Produit par Jermaine Dupri)                                 | Long Legged Sailor (traditionnel) Gucci Time de Schoolly D                                                                   | 3:33  |
| 3.  | Everyday (featuring Kandi Burruss – Produit par Jermaine Dupri)          | The Walk de The Time | 3:45  |
| 4.  | Cold Rock a Party (Produit par Rashad Smith)                             | Sucker M.C.'s (Krush Groove 1) de Run–DMC All Night Long des Mary Jane Girls Top Billin' d'Audio Two The Do Do de Biz Markie | 4:17  |
| 5.  | TRG (The Rap Game) (Produit par Jermaine Dupri)                          | I'm Gonna Love You Just a Little More Baby de Barry White                                                                    | 4:03  |
| 6.  | One on One (Produit par Rashad Smith et Goldenboy)                       | | 3:46  |
| 7.  | Zodiac (Produit par Jermaine Dupri)                                      | | 2:45  |
| 8.  | Druglord Superstar (featuring Da Brat – Produit par Rashad Smith)        | The Message de Grandmaster Flash and The Furious Five featuring Grandmaster Melle Mel et Duke Bootee                         | 4:02  |
| 9.  | Keep on Keepin' On (Remix) (featuring Elle – Produit par Jermaine Dupri) | | 4:57  |
| 10. | Two Seater (Produit par R. Kelly)                                        | | 4:09  |

| 11. | Cold Rock a Party (Bad Boy Remix) (featuring Missy Elliott et Puff Daddy) | Upside Down de Diana Ross | 4:35 |